# سحری

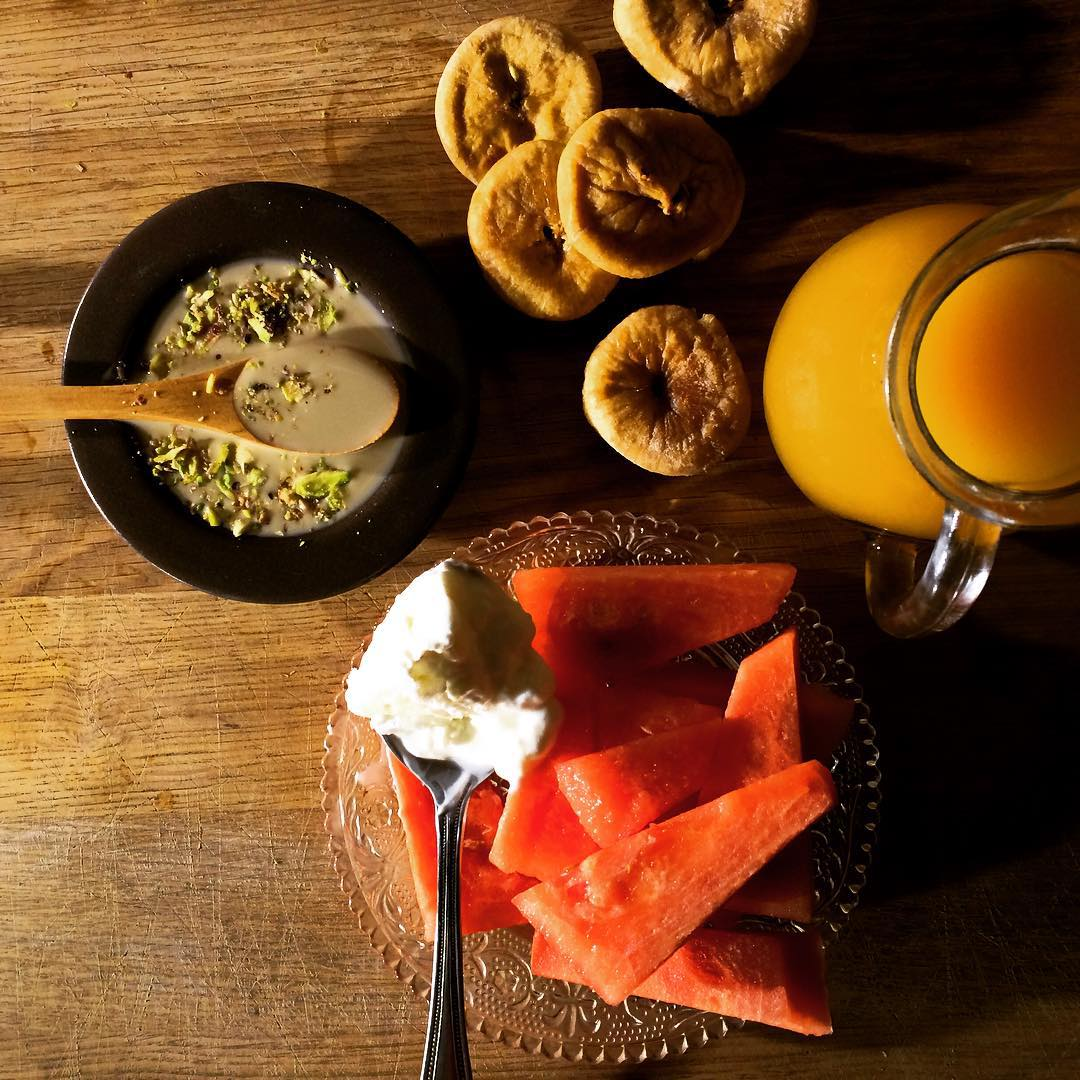
سحری

سحری (منسوب به سحر) وعده غذایی است که مسلمانان در ماه رمضان قبل از اذان صبح و شروع روزه می‌خورند. سحری در صبحگاه مقابل افطار در شامگاه است.
پیشنهاد می‌شود که فرد نباید از خوردن سحری اجتناب کند.
اشخاصی که بدون خوردن سحری اقدام به روزه گرفتن می‌کنند در طول روز دچار افت قند خون، کاهش تمرکز و توان کاری می‌شوند.
روزه گرفتن بدون سحری به دستگاه گوارش آسیب وارد می‌کند.

## چه بخوریم؟
مصرف میوه و سبزی به علت وجود فیبر در وعده غذایی سحری می‌تواند جانشین مناسبی برای کمبود آب بدن در طول روز باشد.
پیشنهاد می‌شود که برای سحری از غذاهای دارای کربوهیدرات‌های پیچیده و دارای فیبر مانند غلات کامل، حبوبات و سبزیجات به جای کربوهیدرات‌های ساده مثل قند، مربا، برنج و نان‌های بدون سبوس استفاده شود.
بهتر است برای جلوگیری از التهاب و سوزش معده، از شش تا هشت لیوان آب در فاصلهٔ افطار تا سحر نوشیده شود و برای پیشگیری از احساس تشنگی در طول ساعات روز، لیمو ترش تازه در پایان سحری مصرف شود.

## چه نخوریم؟

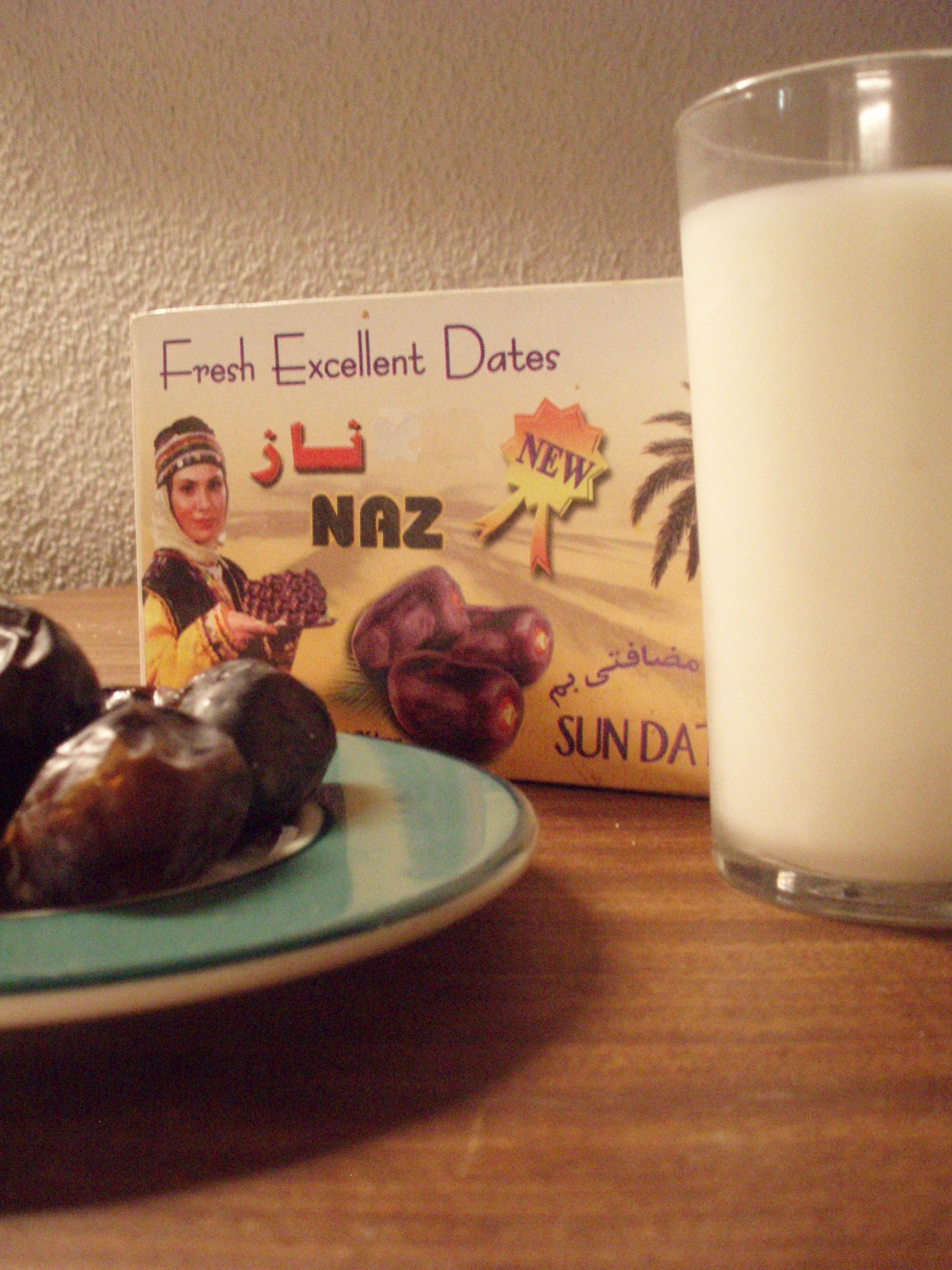
‌‌‌‌‌‌

بهتر است هنگام سحر از خوردن غذاهای پرادویه خودداری شود زیرا باعث عطش زیاد و ترش کردن معده می‌شوند. باید از مصرف زیاد غذاهای شیرین و چرب مانند زولبیا و بامیه در سحر یا افطار پرهیز شود و مصرف سس مایونز، خامه، سوسیس و کالباس نیز در سحری یا افطاری مناسب نیست.

## پیامدهای نخوردن سحری
سردرد، دردهای عضلانی، بی‌حالی مفرط ناشی از افت قند خون، کاهش یادگیری، بی حوصلگی و خستگی از عوارض مصرف نکردن سحری است؛ بنابراین حتماً به روزه داران توصیه می‌شود که برای خوردن سحری بیدار شوند.